# Carrigaline
Carrigaline este un sat în Comitatul Cork, Irlanda, cu o populație de 12.000. Deși are atâți locuitori cât un oraș, statutul așezării rămâne cel de sat.